# Ungarische Badminton-Mannschaftsmeisterschaft 1966
Die Ungarische Badminton-Mannschaftsmeisterschaft 1966 war die sechste Auflage dieser Veranstaltung. Es wurde jeweils ein Wettbewerb für Herren- und für Damenmannschaften ausgetragen. Meister wurde in beiden Kategorien das Team von ÉVITERV SC.

## Endstand

### Herrenmannschaft
| Platz | Mannschaft                                                                       |
| ----- | -------------------------------------------------------------------------------- |
| 1.    | ÉVITERV SC (János Cserni, Pál Rázsó, György Rázsó, Zsolt Vajna, Ferenc Jászonyi) |
| 2.    | Munkaügyi Minisztérium 2. sz. Tanintézet SK                                      |
| 3.    | Igazságügyi SC                                                                   |
| 4.    | MAFC                                                                             |

### Damenmannschaft
| Platz | Mannschaft                                                         |
| ----- | ------------------------------------------------------------------ |
| 1.    | ÉVITERV SC (Katalin Jászonyi, Éva Schmitt, Éva Cserni, Éva Ráduly) |
| 2.    | Bp. Petőfi                                                         |
| 3.    | XV. ker. Tanács SK                                                 |
| 4.    | ÉVITERV SC B                                                       |

## Referenzen
- Statistik zu den Teamwettbewerben
- A magyar tollaslabdasport 50 éve 1960-2010, Magyar Tollaslabda Szövetség, 2010